# Mariglianella
Mariglianella è un comune italiano di 7 988 abitanti della città metropolitana di Napoli in Campania.

## Geografia fisica

### Territorio
Mariglianella sorge nella pianura a nord del Vesuvio, nell'entroterra nord-orientale di Napoli, dalla quale dista 15 km e a ridosso del nolano. Parte integrante dell'area metropolitana del capoluogo, confina ad ovest e nord ovest con Brusciano, ad est e nord est con Marigliano (comuni con i quali forma un unico agglomerato urbano) e a sud con Somma Vesuviana.

## Storia
Casale di Marigliano, da cui trae il nome, ha origini romane, come testimoniato da tombe rinvenute sul territorio. Mariglianella fu contesa, nel II secolo a.C., da napoletani e nolani ed assegnata, invece, a Roma da Quinto Fabio Labeone.Questo episodio, che è citato da tutti gli storici locali dei paesi vesuviani come atto fondativo del loro territorio, ha, da sempre, suscitato più di una polemica. Secondo alcuni si tratterebbe di un fatto leggendario per attribuirsi "nobili natali"; per altri addirittura non si sarebbe mai verificato. Recentemente sulla rivista "Summana" è apparso un contributo del prof. Parisi Domenico che, pur confermando l'effettiva realtà dell'episodio, avanza l'ipotesi che l'arbitro mandato dal Senato di Roma, per derimere la controversia tra nolani e napooletani, non sarebbe stato il console Quinto Fabio Labeone, ma il pretore peregrino Caio Atinio Labeone nel 195 a.C.
Diventata città fortificata, non resse alle invasioni barbariche seguite al crollo dell'Impero Romano. Più volte saccheggiata, nel X secolo entrò a far parte del Ducato di Napoli. Il primo Signore feudale di Mariglianella fu Tommaso Mansella di Salerno che possedeva altri beni feudali in diversi luoghi del regno. Dal 1334, Mariglianella non era più Casale ma Università autonoma con una propria vita amministrativa, ma non aveva proprie rappresentanze stabili. Infatti, gli antichi sindaci non erano permanenti, ma a tempo. Fu annessa a Marigliano da cui si separò nel XIV secolo per essere inglobata nei beni della Corona. In seguito, fino all'abolizione del sistema feudale, fu proprietà delle famiglie nobiliari dell'epoca per circa un secolo e mezzo. Tra i membri delle famiglie che ebbero in possesso il feudo di Mariglianella va ricordato in particolare Carlo Carafa, nato a Mariglianella dai Duchi d'Andria nel 1561. Valente capitano agli ordini di Filippo II di Spagna, morì nel 1633 in odore di santità. Guarito da un grave morbo, rifece per riconoscenza verso la Vergine l'antichissima chiesa dedicata al Santo Vescovo di Nola, Calonio, e volle che si chiamasse Madonna della Sanità. Con la visita di re Carlo III di Borbone, accolto festosamente dalla popolazione furono avviate varie riforme che migliorarono le pessime condizioni della popolazione. 
Nel 1745 si formò il Consiglio Decurionato, l'organo della rappresentanza organica delle Università, così chiamato perché composto di decurioni. Uno dei primi consigli decurionati di Mariglianella si formò nel 1752. Il 2 agosto del 1806 fu abolito il feudalesimo, ma ciò non servì ad eliminare fin dall'inizio l'influenza dei signori feudali. L'ultimo feudatario di Mariglianella fu il barone Avallone, che, preoccupato di difendere i propri interessi, ritenne opportuno servire il nuovo governo guidato dai francesi. Si procedette ad una riorganizzazione dello stato e delle realtà territoriali. 
Nel 1822 Mariglianella fu visitata dal successore di Carlo III, Francesco di Borbone, che volle conoscere da vicino la realtà del regno. I moti del 1820-1821 portarono in Mariglianella cambiamenti nella vita pubblica, chiarendo la tendenza della nuova classe di uomini pubblici del paese, del tutto autonomi dall'ex barone Avallone. Il paese fu amministrato da vari personaggi di ceto medio-alto attraversando momenti difficili (da ricordare le due gravi crisi economiche abbattutesi sul regno tra il 1844 ed il 1847, che colpirono anche le realtà locali). La situazione del regno ormai era insostenibile: i Borboni lasciarono a sé stesse le realtà locali, la cui vita pubblica e amministrativa era gestita da famiglie e casati i quali sostituivano le rappresentanze comunali. 
Il 23 ottobre del 1860 si svolse il plebiscito per l'annessione del Regno di Napoli al Regno d'Italia.
Con la legge Rattazzi, furono modificati gli impianti istituzionali che amministravano il paese: venivano riconosciute le municipalità per individuare la dimensione territoriale locale e si affermava così il termine "Comune". Mariglianella rientrava nel mandamento di Marigliano e dipendeva inoltre dall'intendenza di Nola.
Facente parte della Provincia di Terra di Lavoro, nel 1927, in piena epoca fascista, entrò a far parte della provincia di Napoli.

## Società

### Evoluzione demografica
Abitanti censiti

## Infrastrutture e trasporti
Le arterie principali sono la centrale e commerciale via Guglielmo Marconi (ex via Nazionale delle Puglie) e via Roma che rappresenta il centro storico dell'antica comunità.
Un importante nodo è la Strada statale 162 dir del Centro Direzionale, arteria che la collega ai vari svincoli autostradali, all'area vesuviana, ai quartieri di Napoli Est e all'A56 Tangenziale di Napoli, l'Asse Mediano invece la collega all'area nord occidentale. Infine è munita di una vicina stazione ferroviaria sopraelevata della Circumvesuviana.
| Autostrada  | Napoli-Canosa - Autostrada dei due mari, tratto Napoli Est, uscita di Pomigliano d'Arco - al km 7, da Canosa al km 165.                                                                                       |
| Superstrada | Strada statale 162 dir del Centro Direzionale, uscita Castello di Cisterna-Brusciano al km 13. |
| Superstrada | Strada statale 162 NC Asse Mediano, uscita Raccordo zona industriale di Pomigliano d’Arco al km 30. |
|             | Aeroporto di Napoli-Capodichino a 15 km. |
| Treno       | Stazione di Napoli Afragola AV a 12 km. |
| Treno       | EAV, linea Napoli-Baiano, Stazione di Via Vittorio Veneto ex Circumvesuviana. |
| Superstrada | Strada statale 7 bis di Terra di Lavoro, attraversa il territorio comunale. |
| Autobus     | Ctp Napoli, linea A85 EAVBUS, linea Napoli-Nola-Avellino EAVBUS, linea universitaria Nola-Napoli Monte S. Angelo EAVBUS, linea operaia Nola-Saviano-Pomigliano Z.I. EAVBUS, linea Napoli Garibaldi - CIS Nola |

## Amministrazione
| Periodo | Periodo   | Primo cittadino      | Partito                       | Carica      | Note |
| ------- | --------- | -------------------- | ----------------------------- | ----------- | ---- |
| 1989    | 1991      | Carmine America      | Partito Socialista Italiano   | Sindaco     |      |
|         | 1992      | Gabriella Tramonti   |                               | Commissario |      |
| 1992    | 1992      | Gaetanino Tramontano | Partito Socialista Italiano   | Sindaco     |      |
| 1992    | 1993      | Fiamma Spena         |                               | Commissario |      |
| 1993    | 1994      | Antonio Orabona      |                               | Commissario |      |
| 1994    | 1998      | Andrea America       | Alleanza dei Progressisti     | Sindaco     |      |
| 1998    | 1999      | Andrea America       | Democratici di Sinistra       | Sindaco     |      |
| 1999    | 2000      | Ferdinando Amoruso   |                               | Commissario |      |
| 2000    | 2010      | Giovanni Russo       | Forza Italia-PdL              | Sindaco     |      |
| 2010    | 2015      | Felice Di Maiolo     | Lista civica Liberi di volare | Sindaco     |      |
| 2015    | 2020      | Felice Di Maiolo     | Lista civica Liberi di volare | Sindaco     |      |
| 2020    | in carica | Arcangelo Russo      | Lista civica Liberi di volare | Sindaco     |      |

### Gemellaggi
- La Coruña[11]